# Unione Sportiva Triestina 1960-1961
Questa voce raccoglie le informazioni riguardanti la Unione Sportiva Triestina nelle competizioni ufficiali della stagione 1960-1961.

## Stagione
La Triestina retrocede in Serie C per la prima volta nella sua storia. Decisivo fu lo spareggio con il Novara, perso dalla squadra bianco-rossa per 2-1 sul campo neutro di Ferrara, dopo il 17º posto raggiunto a pari merito con i piemontesi.

## Divise
| Prima divisa |

## Rosa
| N. |                   | Ruolo | Calciatore      |
| -- | ----------------- | ----- | --------------- |
|    | Italia (bandiera) | P     | Franco Luison   |
|    | Italia (bandiera) | P     | Giovanni De Min |
|    | Italia (bandiera) | D     | Romano Bernard  |
|    | Italia (bandiera) | D     | Adelchi Brach   |
|    | Italia (bandiera) | D     | Romano Frigeri  |
|    | Italia (bandiera) | D     | Enrico Larini   |
|    | Italia (bandiera) | D     | Mario Marangon  |
|    | Italia (bandiera) | D     | Bruno Rocco     |
|    | Italia (bandiera) | D     | Enore Simoni    |
|    | Italia (bandiera) | C     | Umberto Bizai   |
|    | Italia (bandiera) | C     | Mario De Grassi |
|    | Italia (bandiera) | C     | Claudio Demenia |

| N. |                   | Ruolo | Calciatore          |
| -- | ----------------- | ----- | ------------------- |
|    | Italia (bandiera) | C     | Giorgio Fogar       |
|    | Italia (bandiera) | C     | Vittorino Mantovani |
|    | Italia (bandiera) | C     | Renato Sadar        |
|    | Italia (bandiera) | C     | Antonio Travain     |
|    | Italia (bandiera) | C     | Vittorio Scala      |
|    | Italia (bandiera) | C     | Giancarlo Rebizzi   |
|    | Italia (bandiera) | C     | Giuseppe Secchi     |
|    | Italia (bandiera) | A     | Piero Cazzaniga     |
|    | Italia (bandiera) | A     | Giuliano Fortunato  |
|    | Italia (bandiera) | A     | Cesare Reina        |
|    | Italia (bandiera) | A     | Luigi Trevisan      |

## Risultati

### Serie B

#### Girone di andata
| 25 settembre 1960 1ª giornata | Pro Patria | 3 – 0 | Triestina |  |

| 2 ottobre 1960 2ª giornata | Triestina | 1 – 0 | Brescia |  |

| 9 ottobre 1960 3ª giornata | Ozo Mantova | 2 – 1 | Triestina |  |

| 16 ottobre 1960 4ª giornata | Verona | 0 – 0 | Triestina |  |

| 23 ottobre 1960 5ª giornata | Triestina | 0 – 0 | Palermo |  |

| 30 ottobre 1960 6ª giornata | Triestina | 1 – 0 | Messina |  |

| 6 novembre 1960 7ª giornata | Venezia | 4 – 1 | Triestina |  |

| 13 novembre 1960 8ª giornata | Triestina | 2 – 0 | Alessandria |  |

| 20 novembre 1960 9ª giornata | Parma | 1 – 2 | Triestina |  |

| 27 novembre 1960 10ª giornata | Simmenthal-Monza | 1 – 0 | Triestina |  |

| 4 dicembre 1960 11ª giornata | Triestina | 1 – 1 | Prato |  |

| 11 dicembre 1960 12ª giornata | Como | 3 – 0 | Triestina |  |

| 18 dicembre 1960 13ª giornata | Foggia & Incedit | 2 – 1 | Triestina |  |

| 25 dicembre 1960 14ª giornata | Triestina | 0 – 0 | Marzotto Valdagno |  |

| 1º gennaio 1961 15ª giornata | Reggiana | 1 – 1 | Triestina |  |

| 8 gennaio 1961 16ª giornata | Triestina | 1 – 0 | Catanzaro |  |

| 15 gennaio 1961 17ª giornata | Triestina | 0 – 0 | Sambenedettese |  |

| 22 gennaio 1961 18ª giornata | Novara | 0 – 0 | Triestina |  |

| 29 gennaio 1961 19ª giornata | Triestina | 2 – 1 | Genoa |  |

#### Girone di ritorno
| 5 febbraio 1961 20ª giornata | Triestina | 1 – 1 | Pro Patria |  |

| 12 febbraio 1961 21ª giornata | Brescia | 1 – 0 | Triestina |  |

| 19 febbraio 1961 22ª giornata | Triestina | 0 – 0 | Ozo Mantova |  |

| 26 febbraio 1961 23ª giornata | Triestina | 0 – 0 | Verona |  |

| 5 marzo 1961 24ª giornata | Palermo | 2 – 0 | Triestina |  |

| 12 marzo 1961 25ª giornata | Messina | 1 – 0 | Triestina |  |

| 19 marzo 1961 26ª giornata | Triestina | 0 – 2 | Venezia |  |

| 26 marzo 1961 27ª giornata | Alessandria | 1 – 1 | Triestina |  |

| 2 aprile 1961 28ª giornata | Triestina | 2 – 0 | Parma |  |

| 9 aprile 1961 29ª giornata | Triestina | 0 – 0 | Simmenthal-Monza |  |

| 16 aprile 1961 30ª giornata | Prato | 1 – 0 | Triestina |  |

| 23 aprile 1961 31ª giornata | Triestina | 1 – 2 | Como |  |

| 30 aprile 1961 32ª giornata | Triestina | 3 – 0 | Foggia & Incedit |  |

| 7 maggio 1961 33ª giornata | Marzotto Valdagno | 2 – 2 | Triestina |  |

| 11 maggio 1961 34ª giornata | Triestina | 1 – 1 | Reggiana |  |

| 14 maggio 1961 35ª giornata | Catanzaro | 3 – 2 | Triestina |  |

| 21 maggio 1961 36ª giornata | Sambenedettese | 1 – 0 | Triestina |  |

| 28 maggio 1961 37ª giornata | Triestina | 2 – 0 | Novara |  |

| 4 giugno 1961 38ª giornata | Genoa | 2 – 2 | Triestina |  |

## Statistiche

### Statistiche di squadra
| Competizione | Punti | In casa | In casa | In casa | In casa | In casa | In casa | In trasferta | In trasferta | In trasferta | In trasferta | In trasferta | In trasferta | Totale | Totale | Totale | Totale | Totale | Totale | DR |
| Competizione | Punti | G       | V       | N       | P       | Gf      | Gs      | G            | V            | N            | P            | Gf           | Gs           | G      | V      | N      | P      | Gf     | Gs     | DR |
| ------------ | ----- | ------- | ------- | ------- | ------- | ------- | ------- | ------------ | ------------ | ------------ | ------------ | ------------ | ------------ | ------ | ------ | ------ | ------ | ------ | ------ | -- |
| Serie B      | 33    | 19      | 8       | 9       | 2       | 18      | 8       | 19           | 1            | 6            | 12           | 13           | 31           | 38     | 9      | 15     | 14     | 31     | 39     | -8 |
| Coppa Italia |       | 1       | 1       | 0       | 0       | 1       | 0       | 2            | 1            | 0            | 1            | 1            | 1            | 3      | 2      | 0      | 1      | 2      | 1      | +1 |
| Totale       |       | 20      | 9       | 9       | 2       | 19      | 8       | 21           | 2            | 6            | 13           | 14           | 32           | 41     | 11     | 15     | 15     | 33     | 40     | -7 |

### Statistiche dei giocatori
| Giocatore    | Serie B  | Serie B | Coppa Italia | Coppa Italia | Totale   | Totale |
| Giocatore    | Presenze | Reti    | Presenze     | Reti         | Presenze | Reti   |
| ------------ | -------- | ------- | ------------ | ------------ | -------- | ------ |
| R. Bernard   | 36       | 3       | 3            | 0            | 39       | 3      |
| U. Bizai     | 3        | 0       | 1            | 0            | 4        | 0      |
| A. Brach     | 36       | 1       | 2            | 0            | 38       | 1      |
| P. Cazzaniga | 11       | 1       | -            | -            | 11       | 1      |
| Cossar       | -        | -       | 1            | 0            | 1        | 0      |
| M. De Grassi | 34       | 1       | 3            | 0            | 37       | 1      |
| C. Demenia   | 9        | 0       | 3            | 1            | 12       | 1      |
| G. De Min    | 16       | -13     | 2            | -1           | 18       | -14    |
| G. Fogar     | 26       | 3       | -            | -            | 26       | 3      |
| G. Fortunato | 32       | 5       | 3            | 0            | 35       | 5      |
| R. Frigeri   | 33       | 0       | 2            | 0            | 35       | 0      |
| E. Larini    | 31       | 3       | 2            | 0            | 33       | 3      |
| F. Luison    | 22       | -26     | 2            | 0            | 24       | -26    |
| V. Mantovani | 9        | 1       | 1            | 0            | 10       | 1      |
| M. Marangon  | 5        | 0       | 2            | 0            | 7        | 0      |
| G. Rebizzi   | 18       | 4       | 2            | 1            | 20       | 5      |
| C. Reina     | 2        | 0       | -            | -            | 2        | 0      |
| B. Rocco     | 3        | 0       | 1            | 0            | 4        | 0      |
| R. Sadar     | 28       | 0       | 3            | 0            | 31       | 0      |
| V. Scala     | 2        | 0       | -            | -            | 2        | 0      |
| G. Secchi    | 28       | 4       | -            | -            | 28       | 4      |
| E. Simoni    | 2        | 0       | -            | -            | 2        | 0      |
| A. Travain   | -        | -       | 1            | 0            | 1        | 0      |
| L. Trevisan  | 32       | 5       | 1            | 0            | 33       | 5      |